# Político (diálogo)
Político (em grego clássico: Πολιτικός Politikos, em latim Politicus) é um diálogo platônico que ocupa-se, como o nome indica, com o perfil do homem político. O diálogo visa indicar o conhecimento necessário ao político para que ele exerça um governo justo e bom.